# 安凯乡
安凯乡是福州市连江县下辖的一个乡，位于黄岐半岛中部，南侧为黄崎湾，面积31平方公里。下辖11个行政村。乡政府驻地在安海村。

## 名称由来
安凯旧名“安海”，1979年4月因与晋江市安海镇同名而改为现在的名称。

## 行政区划
安凯乡下辖以下地区：
高塘村、文湾村、半山村、安凯村、同心村、沙沃村、奇达村、郭婆村、飞红村、黄家洞村和镇安村。